# Centro acadêmico
Um centro acadêmico, no Brasil, é uma entidade estudantil que representa os estudantes (corpo discente) de um curso de nível superior, regulamentado pela lei federal nº 7.395 de 31 de outubro de 1985, reconhecido pelo Código Civil Brasileiro como associação sem fins lucrativos.
Suas funções podem ser, e em geral são, diversas. Algumas delas são: a organização de atividades acadêmicas extracurriculares como debates, discussões, palestras, semanas temáticas, visitas técnicas em empresas privadas e órgãos públicos, recepção de calouros, realização de projetos de extensão, mobilização e organização de reivindicações e ações políticas dos estudantes, mediação de negociações e conflitos individuais e coletivos entre estudantes e a faculdade, realização de atividades culturais como feiras de livros, festivais diversos, entre outros.

## Constituição, fundação e registro
O centro acadêmico é formado, de maneira geral, a partir da associação de estudantes, o que faz com que possa ser classificado, do ponto de vista jurídico, como associação civil sem fim lucrativo, constituído por meio de estatuto social aprovado em assembleia geral de fundação, eleição e posse e posteriormente registrado em cartório. Alguns centros acadêmicos autônomos funcionam sem estatuto.
A relação que o centro acadêmico estabelece com as instâncias burocráticas da instituição pode se dar de forma direta, sendo este parte desta estrutura, ou de forma independente, sendo a entidade estudantil livre de qualquer tipo de interferência institucional.
Há outras formas de organização de entidades estudantis nas universidades, sendo as principais o DCE (diretório central dos estudantes), que por sua vez segundo a lei representa todos os estudantes de uma Universidade, e diretórios acadêmicos.
Essas estruturas e nomenclaturas são definidas pela lei federal nº 7.395 de 31 de outubro de 1985. Basicamente uma instituição de ensino superior ter-se-á um DCE (diretório central dos estudantes), enquanto cada curso de uma Universidade poderá ter um centro acadêmico. Ambos possuem diferentes atribuições.

## Modelos de gestão

### Gestões verticais
Nesses modelos a diretoria pode ser de regime presidencialista ou de colegiado;
- Regime presidencialista: Presidente (a), secretário geral, diretor de comunicação e imprensa ou marketing e imprensa, diretor financeiro, diretor de eventos culturais e esportes, diretor de assuntos acadêmicos e movimento estudantil e representante discente nos colegiados. Esta formatação é básica, o que não proíbe aos estudantes no ato de fundação criem outros cargos dependendo das necessidades dos estudantes do curso.

- Regime de colegiado: Secretário geral, diretor de comunicação e imprensa ou marketing e imprensa, diretor financeiro, diretor de eventos culturais e esporte, diretor de assuntos acadêmicos e movimento estudantil e representante discente nos colegiados. Esta formatação é básica, o que não proíbe aos estudantes no ato de fundação criem outros cargos dependendo das necessidades dos estudantes do curso.

### Gestões horizontais e autogestão
Muitos centros acadêmicos optam por não criar cargos de presidência, tesouraria, secretariado, e diversos outros e optam por estruturas horizontalizadas, deixando para a gestão eleita ou aclamada a autonomia para decidir como irá se organizar.
Outros centros optam por modelos de autogestão, onde no lugar de uma gestão eleita, todos os alunos do curso tem participação ativa e voz nas reuniões, sem nenhuma forma de liderança. Nesses casos, o estatuto não prevê uma gestão eleita ou aclamada.
Cabe aos estudantes do curso decidirem em estatuto ou na formação de suas chapas seu método de organização.